# Aino Östergren
Aino Östergren, född 1 oktober 1941, är en svensk textilkonstnär och målare.
Östergren växte upp i Mälarhöjden. Efter avslutad skolgång reste hon till Frankrike där hon studerade måleri vid École des Beaux-Arts et d'Architecture i Marseille. Vid återkomsten till Sverige studerade hon vidare för Göta Trägårdh vid Anders Beckmans skola i Stockholm. Hon handplockades tillsammans med Astrid Sampe av Trägårdh till Nordiska kompaniets textilkammare. Vid NK fick hon ansvaret för inredningsuppdragen men hon formgav även textilmönster. För NK-inredning skapade hon mönstret Antigone som senare handtrycktes vid Ljungbergs i Floda. När företaget Duro ville förnya sin tapetproduktion i början av 1970-talet fick hon uppdraget att formge några tapetmönster. Hennes förslag Ida och Frida valdes ut och efter lanseringen visade det sig att de blev mycket populära och förekom i de flesta inredningsreportage som skrevs i veckopressen. Succén följdes upp av tygmönstret Stjärna som hon formgav för Kooperativa förbundet under 1970-talet. Tillsammans med av arbetskamraterna Kerstin Boulogner, Boel Matzner och Wanja Djanaieff från NK startade hon företaget Svenska Designgruppen som kom att formge textil och kläder. Tillsammans med Kerstin Boulogner skapade hon segel- och skidkläder för Big Sea och Big Ski. I konkurrens med flera andra formgivare fick företaget uppdraget att skapa nya uniformer för Statens järnvägars personal, uppdraget ledde till att man även fick skapa uniformer för Postverket. Hon har genomfört ett flertal separatutställningar och medverkat i flera samlingsutställningar med både konst och konsthantverk samt i utställningar arrangerade av Värmdö konstförening. Som skribent medverkade hon några gånger i tidskriften Vi. Hon tilldelades utmärkelsen Utmärkt Svensk Form 1984.
Östergren är representerad vid bland annat Nationalmuseum, Nordiska museet och Designarkivet.